# Jóhanna Sigurðardóttir
Pour les articles homonymes, voir Sigurðardóttir.
Jóhanna Sigurðardóttir, (prononcé [jouːhanːa 'sɪːɣʏrðartouhtɪr]), née le 4 octobre 1942 à Reykjavik, est une femme d'État islandaise.
Siégeant à l'Althing à partir de 1978, elle est nommée Première ministre d'un gouvernement intérimaire le 1er février 2009, puis est confirmée par les élections législatives d’avril suivant. Elle est la première femme à diriger l'Islande et la première cheffe de gouvernement du monde ouvertement lesbienne.
Elle ne se représente pas aux élections législatives de 2013, quittant le Parlement et la tête du gouvernement dans la foulée.

## Biographie

### Famille
Sa grand-mère est l'une des responsables du syndicat des femmes non qualifiées et l'une des fondatrices du Parti socialiste islandais. Son père est professeur de chimie, puis parlementaire et directeur de la sécurité sociale islandaise.

### Carrière professionnelle
De 1962 à 1971, elle est hôtesse de l'air dans la compagnie nationale Icelandair où elle est l'une des figures du syndicat de l'entreprise dont elle étend les droits. Elle travaille ensuite dans les bureaux d'une entreprise de cartons destinés à l'export de poissons, y continuant une activité syndicale.

### Carrière politique

#### Députée
En 1978, elle est élue à l'Althing, le parlement islandais, sous la bannière du Parti social-démocrate, toujours réélue et très populaire, elle en devient l'une des doyennes.

#### Ministre des Affaires sociales
Elle est nommée ministre des Affaires sociales et de la Sécurité sociale le 8 juillet 1987 et occupe cette fonction à cinq reprises jusqu'au 24 juin 1994 et du 24 mai 2007 au 1er février 2009 dans différentes coalitions gouvernementales auxquelles son parti participe. Son implication continue dans le sort des démunis lui vaut un jour d'être qualifiée de manière sarcastique par le président de son parti de « sainte Johanna ».

#### Première ministre d'Islande
Le 30 janvier 2009, elle est chargée de former le gouvernement, à la suite de la grave crise économique qui, sous la pression populaire de la révolution islandaise, a entraîné la démission de Geir Haarde. Elle est la première femme à devenir Première ministre en Islande, ainsi que la première cheffe de gouvernement au monde à s'être ouvertement déclarée lesbienne,,.
Elle ne se représente pas aux élections législatives de 2013.

### Vie de famille
Elle a une sœur jumelle. D'abord mariée avec Þorvaldur Steinar Jóhannesson, elle a avec lui deux garçons nés en 1972 et 1977. En 2002, Jóhanna épouse en union civile sa compagne, la femme de lettres et journaliste Jónína Leósdóttir, de douze ans sa cadette.
Le 11 juin 2010, l'Althing légalise à l'unanimité le mariage homosexuel en Islande. Le 27 juin suivant, la loi entre en vigueur et Jóhanna Sigurðardóttir épouse sa compagne, en faisant convertir son union civile de 2002 en mariage. Jóhanna Sigurðardóttir est ainsi la première cheffe de gouvernement du monde ouvertement lesbienne.